# Vredesbrug (Antwerpen)
De Vredesbrug was een tijdelijke pontonbrug die van 3 tot 5 oktober 2014 in de stad Antwerpen werd aangelegd over de Schelde. De brug werd aangelegd binnen het breder kader van de activiteiten "Antwerpen '14-'18" die werden ingericht ter herdenking van de Eerste Wereldoorlog die honderd jaar eerder uitbrak. 
Het idee een Vredesbrug aan te leggen kwam van Marleen Van Ouytsel, directeur van het Vredescentrum van de Provincie en Stad Antwerpen. De vredesbrug werd aangelegd omdat tijdens het begin van de Eerste Wereldoorlog eveneens een pontonbrug werd aangelegd om enerzijds de stad Antwerpen, een versterkte stelling, te bevoorraden. Tevens diende deze pontonbrug als vluchtroute voor burgers die de stad wilden verlaten omwille van de oprukkende Duitse legers. De oorspronkelijke brug lag 80 m meer ten noorden van de Vredesbrug.
Naast de concrete verwijzing naar de pontonbrug uit de oorlog, had de Vredesbrug een symbolische betekenis, namelijk bruggen bouwen en samenwerken aan een verbonden, solidaire stad.
Op  28 september 2014 werd door genietroepen van het Belgisch leger een testbrug aangelegd. De Vredesbrug werd aangelegd door het 11e Bataljon Genie uit Burcht, dat hulp kreeg van het Nederlandse leger.
Op 3 oktober 2014 werd de brug geopend door koning Filip en koningin Mathilde. Eregaste was Josée Heyrman, de enige overlevende die honderd jaar eerder reeds de oversteek had gemaakt op de oorspronkelijke pontonbrug.
Bedoeling was dat ongeveer 100.000 mensen de oversteek zouden kunnen maken over de brug. De organisatie had de tijd die mensen nodig hadden om over te schatten echter sterk onderschat, onder meer omdat de wandelaars enorm veel selfies namen. Hierop ontstonden lange wachtrijen en ongeveer 15.000 mensen mét ticket hebben nooit de oversteek kunnen maken.